# Ramón Amérigo y Morales
Ramón Amérigo y Morales (1807-1884) fue un pintor y litógrafo español.

## Biografía
Nacido en 1807 en Alicante, estudió pintura en dicha ciudad y en Valencia. Finalizó su educación artística en Florencia y Génova. En las exposiciones iniciadas en Valencia en 1845 por la Sociedad Económica y Liceo Artístico de dicha ciudad, presentó diversos paisajes y retratos, pudiendo citarse entre estos últimos el de Una vieja y el del Vicario de la iglesia de Santa Úrsula. También presentó en las exposiciones celebradas en Alicante en 1845 y 1860, figurando de su mano en la última La Cartuja de Pavía, además de once cuadros más, con bodegones, paisajes y floreros entre ellos.
Cultivó la litografía, siendo suya la lámina El milagro, dibujada por Vicente López, en relación con la mejoría de su enfermedad por parte de Fernando VII. También fue autor de varias láminas pertenecientes a la Colección litográfica dirigida por José Madrazo, entre las que se encontraban Galgo en observación (P. de Vos), Cacería de zorras (Snyders), Cacería del toro (P. de Vos), Isabel II, niña (Federico Madrazo), Ciervos y perros (P. de Vos), El bautismo del Señor (Navarrete) y Ciervo acosado de perros (P. de Vos). Tío del también pintor Francisco Javier Amérigo y Aparici, falleció en 1884.